# Erewhon (musique)
Pour les articles homonymes, voir Erewhon (homonymie).
Erewhon est une pièce musicale pour six percussionnistes du compositeur français Hugues Dufourt.
Erewhon a été composée sur une période de quatre années (1972-1976) et créée lors du 14e Festival international d'art contemporain de Royan, le 2 avril 1977, par les Percussions de Strasbourg (à qui l'œuvre est dédiée) sous la direction de Giuseppe Sinopoli.
L'instrumentation est basée sur l'utilisation de 150 instruments de percussion provenant de tous les continents : 
- Afrique : tambours sahariens, bongos, tumbas
- Amérique du Sud
- Moyen-Orient : cymbales turques
- Asie : cymbales chinoises, gongs thaïlandais et philippins